# Градус Енглера

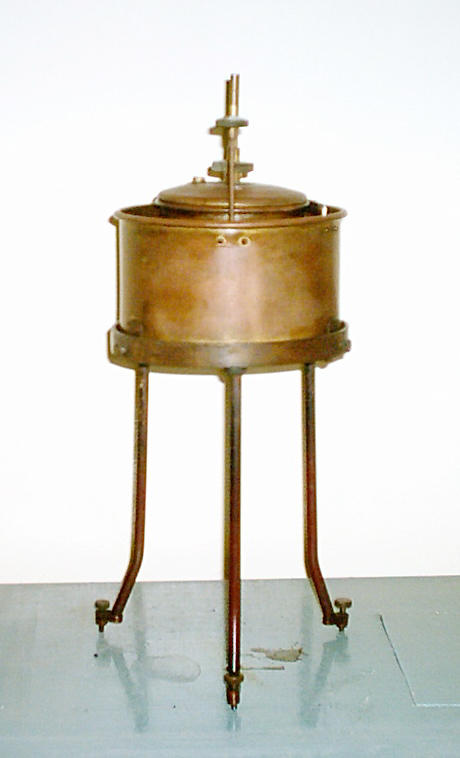
Віскозиметр Енглера

Гра́дус Е́нглера (°Е) — позасистемна безрозмірна одиниця умовної в'язкості рідин, що застосовується в техніці, особливо в нафтовій та хімічній промисловості, названа іменем німецького хіміка К. О. Енглера (Karl Engler; 1842 — 1925). В'язкістю, вираженою в градусах Енглера, називається відношення часу витікання 200 см3 випробуваної рідини з циліндричної посудини діаметром 106 мм через капіляр діаметром d = 2,8 мм, що вмонтований у дно посудини до часу витікання такого ж об'єму дистильованої води при t = 20 °C.
{\displaystyle 1^{\circ }E={\frac {t}{t_{w}}}},
де tw = 51,6 c — час витікання 200 см3 дистильованої води при t = 20 °C.
Прилад описаної конструкції для визначення в'язкості називається віскозиметром Енглера. У свій час цей прилад був базовим для визначення в'язкості мастильних олив. Після прийняття кінематичної в'язкості основним параметром, що характеризує властивості мастильних олив, значення віскозиметра Енглера зменшилось.
Для переведення градусів Енглера в одиниці кінематичної в'язкості стокси для мінеральних олив застосовуються спеціальні таблиці або емпірична формула:
{\displaystyle \nu =0,073^{\circ }E-{\frac {0,063}{^{\circ }E}}}.